# Hohensaaten
Hohensaaten  était une ancienne commune autonome de Brandebourg (Allemagne), située dans l'arrondissement de Barnim. Depuis le 1er janvier 2009 elle est intégrée à la commune de Bad Freienwalde dont elle constitue désormais un quartier.